# Мунток

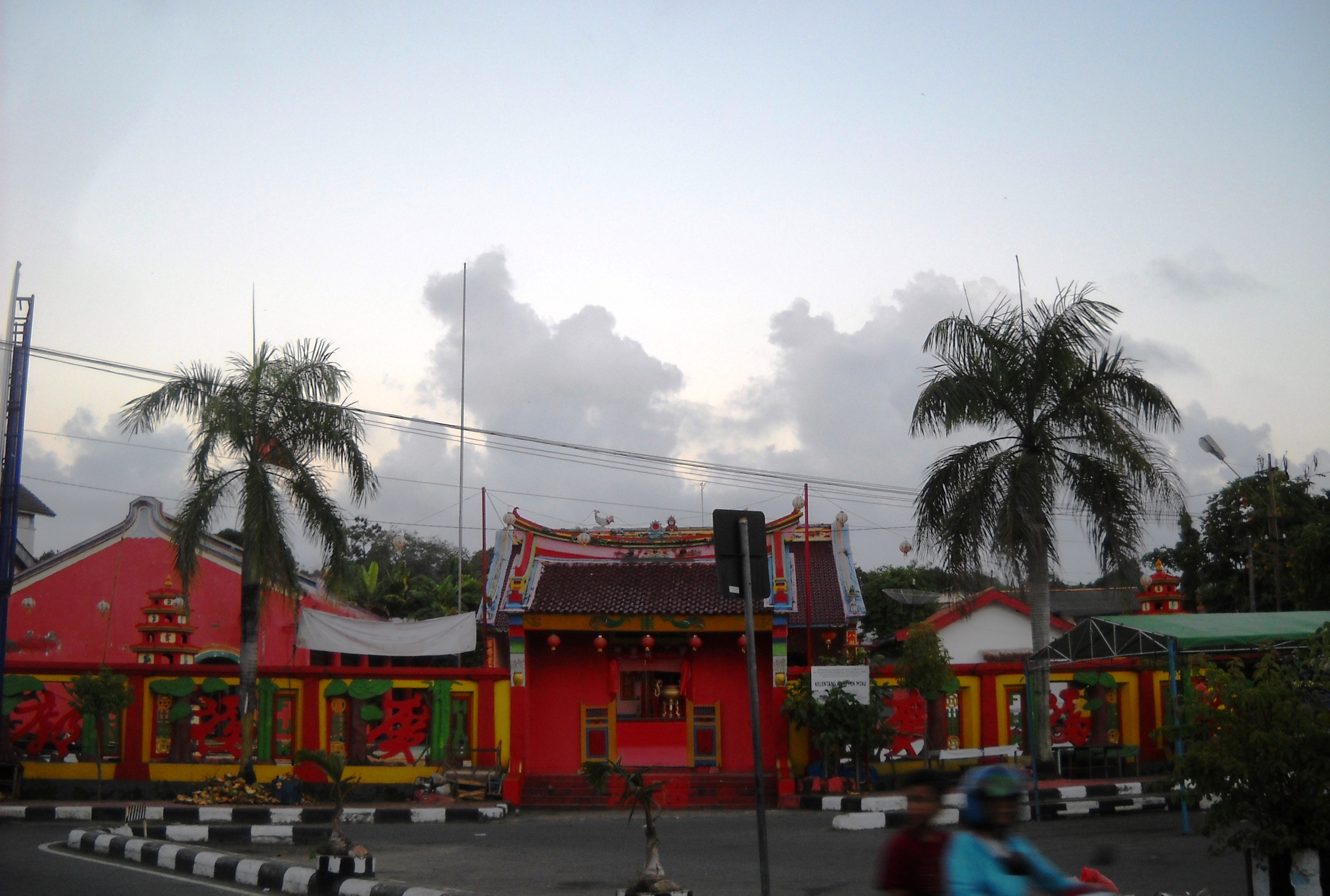
Пагода.

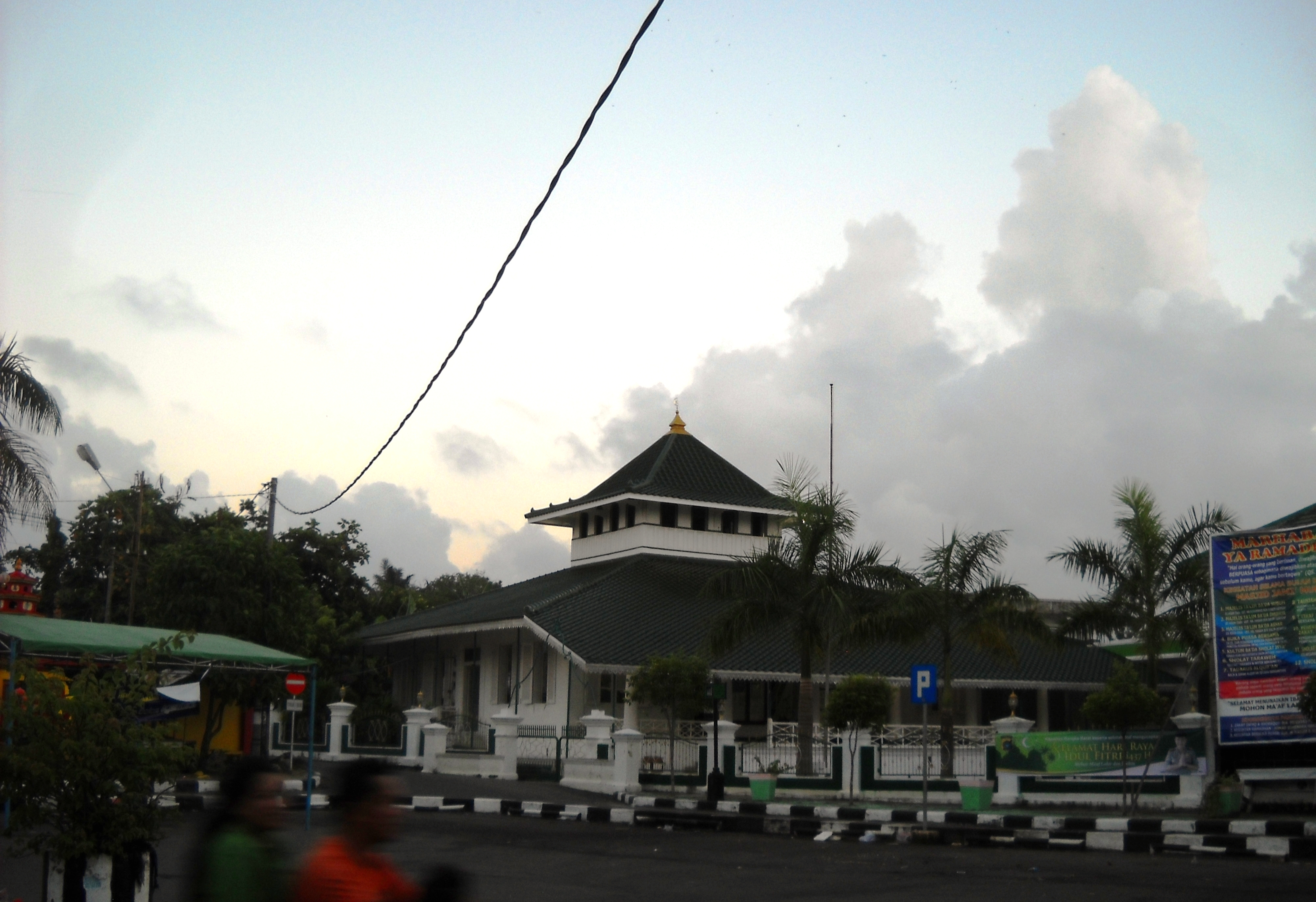
Мечеть.

Мунток (индон. Muntok) — город и район в Индонезии, в провинции Банка-Белитунг, в округе Западная Банка. Является административным центром округа. Население города составляет 45 523 человека (по данным на 2010 год).

## История
Мунток был основан в 1732 году. Энчеком Ван Акубом по указу султана Палембанга Махмуда Барадуддина I. Энче Ван Акуб обнаружил здесь месторождение олова возле реки Улим, о чём сообщил султану. По приказу султана племянник Ван Акуба, Ван Серим занялся организацией добычи олова в этих местах, а также поисками его месторождений в других районах.
Корабли под флагами разных стран стремились сюда, вывозя затем из Мунтока олово, были среди них и корабли Голландской Ост-Индской компании. В 1812 году англичане захватили Мунток, переименовав его в Минто (в честь графа Минто, тогдашнего генерал-губернатора Индии). Великобритания использовала Мунток как базу для дальнейшей борьбы с султанатом Палембанга.
В 1818 году во исполнение англо-голландской конвенции Мунток был передан голландцам и впоследствии включён в состав Голландской Ост-Индии.
В 1913 году центр округа Западная Банка был перенесён из Мунтока в Панкалпинанг.
В 1942 году Мунток захватили японцы, которые были изгнаны три года спустя. Во время оккупации произошло трагическое событие, вошедшее в историю как резня на острове Банка (тогда японскими войсками было расстреляно 22 австралийских медсестры, из них чудом выжила только одна — Вивиан Булвинкль).
С 1949 года — в составе независимой Индонезии.

## Население
По данным на 2010 год, численность населения Мунтока составляла 45 523 человека. В этническом плане преобладают малайцы (мусульмане) и китайцы хакка (буддисты, есть также протестанты и католики). Также здесь проживает небольшая арабская мусульманская община.

## Экономика
Основной отраслью экономики в Мунтоке является горнодобывающая промышленность. Здесь расположена крупнейшая оловоплавильная печь в мире. Также активно развивается туризм.